# Culicoides stepicola
Culicoides stepicola är en tvåvingeart som beskrevs av Remm och Zhogoley 1968. Culicoides stepicola ingår i släktet Culicoides och familjen svidknott. Inga underarter finns listade i Catalogue of Life.